# Alttoggenburg (huyện)
Huyện Alttoggenburg (tiếng Pháp: District du Alttoggenburg, tiếng Đức: Bezirk Alttoggenburg) là một huyện hành chính của Thụy Sĩ. Huyện này thuộc bang Bang Sankt Gallen. Huyện Alttoggenburg có diện tích 121 kilômét vuông, dân số theo thống kê của cục thống kê Thụy Sĩ năm 1999 là 15836 người. Trung tâm của huyện đóng ở Kirchberg. Mã của huyện là ?.